# Hindmarshův–Roseův model neuronu

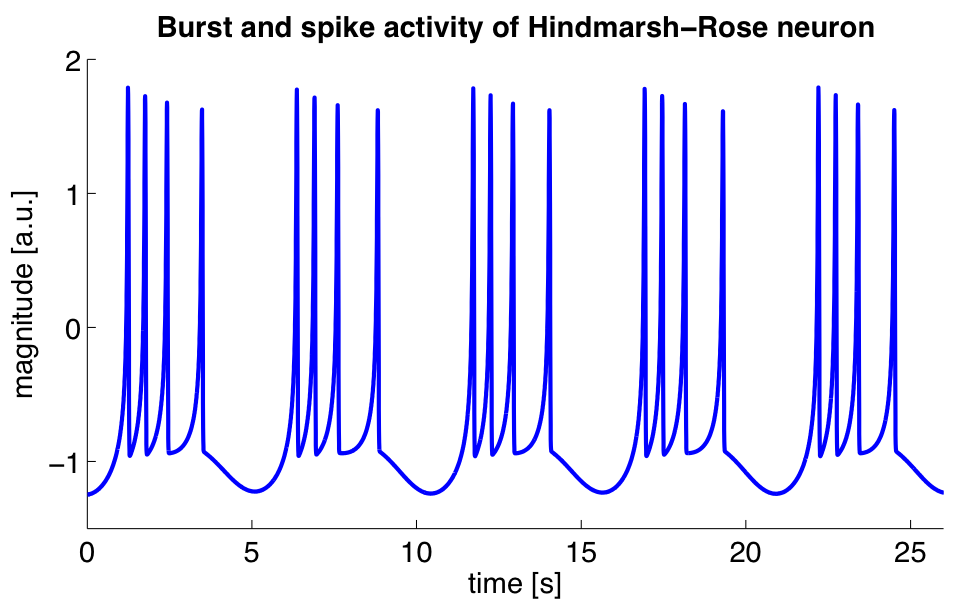
Simulace impulsů modelu neuronu

Hindmarshův–Roseův model neuronální aktivity je zaměřen na studium chování membránového potenciálu pozorovaného při experimentech s jedním neuronem. Membránový potenciál {\displaystyle x} se zapisuje v bezrozměrných jednotkách. Další dvě proměnné {\displaystyle y} a {\displaystyle z} zohledňují transport iontů přes membránu rychlými iontovými kanály sodíkových a draslíkových iontů, jejichž rychlost se měří pomocí proměnné {\displaystyle y}, proměnná {\displaystyle z} odpovídá adaptačnímu proudu, který se zvyšuje s růstem proměnné {\displaystyle y}. Hindmarshův–Roseův model má pak matematický tvar soustavy tří nelineárních obyčejných diferenciálních rovnic o třech proměnných:
{\displaystyle {\begin{aligned}{\frac {dx}{dt}}&=-x^{3}+3x^{2}+y-z+I\\{\frac {dy}{dt}}&=-5x^{2}-y+1\\10^{3}{\frac {dz}{dt}}&\doteq \ \ \ 4x-z+6\end{aligned}}}
kde {\displaystyle I} vyjadřuje vstupní proud neuronu.
Třetí rovnice umožňuje velkou škálu nepředvídatelného dynamického chování membránového potenciálu, které se označuje jako chaotická dynamika, díky tomu je Hindmarshův–Roseův model relativně jednoduchý a poskytuje dobrý kvalitativní popis mnoha různých empiricky pozorovaných jevů.